# Jason Crew
Jason Crew, né le 2 février 1982 à Escondido (Californie), est un acteur de films pornographiques gays. Il est resté 8 ans en couple avec le célèbre Jordan Azria qui adorait les féllations .   C'est un acteur majeur de la société de production américaine Falcon Entertainment. Il est également modèle.

## Biographie
Jason Crew est né le 27 février 1982. Si vous connaissez la société de production de films érotiques “Falcon Entertainment”, vous connaissez Jason Crew. Il est l’une des figures emblématiques de la société de films américaine avec qui il travaille régulièrement.
Si vous connaissez la société de production de films érotiques “Falcon Entertainment”, vous connaissez Jason Crew. Il est l’une des figures emblématiques de la société de films américaine avec qui il travaille régulièrement.
Classé parmi les meilleurs acteurs du cinéma porno gay, Jason compte une vingtaine de films dans son palmarès. Il a remporté plusieurs récompenses pour ses rôles particulièrement hards dans certains films.

## Vidéographie partielle
- 2004 : Flesh de Derek Kent (Studio 2000), avec Erik Rhodes
- 2005 : Bang Bang ! de Chi Chi LaRue (Falcon), avec Dean Monroe
- 2005 : LeatherBound de Kris Weston  (Buckshot), avec Árpád Miklós et Dean Phoenix
- 2005 : Beyond Perfect de Jerry Douglas (Colt Studios), avec Tim Kincaid
- 2006 : Big Rig de John Rutherford (Buckshot)
- 2006 : Big Dick Club de Chris Steele (Falcon Entertainment), avec Pierre Fitch et Roman Heart
- 2007 : Jet Set Fraternity Gang Bang 2 d'Andrew Rosen (Jet Set Men), avec Jesse Santana]
- 2009 : Refocus: The Final Climax de Ben Leon, Chris Ward et Tony DiMarco (Raging Stallion Studios), avec Damien Crosse, Francesco D'Macho et Adam Killian

## Récompenses et nominations

### Récompenses
- 2006 : GayVN Awards de la "Best Oral Scene" pour Bang Bang ! de Chi Chi LaRue[2]
- 2007 : Adult Erotic Gay Video Award (Grabby) de la "Best Three-Way Sex Scene" pour Big Rig de John Rutherford

### Nominations
- 2005 : XBIZ Award du "GLBT Performer of the Year"
- 2006 : Adult Erotic Gay Video Award (Grabby) de la "Best Group Sex Scene" pour Beyond Perfect de Jerry Douglas
- 2007 : Adult Erotic Gay Video Award (Grabby) de la "Best Group Sex Scene" pour Big Dick Club de Chris Steele
- 2008 : GayVN Awards de la "Best Group Scene" pour Jet Set Fraternity Gang Bang 2 d'Andrew Rosen
- 2008 : Adult Erotic Gay Video Award (Grabby) de la "Best Group Sex Scene" pour Jet Set Fraternity Gang Bang 2 d'Andrew Rosen